# Wereldkampioenschappen kunstschaatsen 1956
De Wereldkampioenschappen kunstschaatsen 1956 werden gevormd door vier toernooien die door de Internationale Schaatsunie werden georganiseerd.
Voor de mannen was het de 47e editie, voor de vrouwen de 37e, voor de paren de 35e en voor de ijsdansers de vijfde editie. De kampioenschappen vonden plaats van 16 tot en met 19 februari in Garmisch-Partenkirchen, West-Duitsland. Garmisch-Partenkirchen was voor de eerste keer gaststad voor de WK toernooien. Duitsland was voor de negende keer het gastland, Berlijn (7x) en München waren eerder gaststad.

## Deelname
Er namen deelnemers uit twaalf landen deel aan deze kampioenschappen. Zij vulden een recordaantal van 66 startplaatsen in. Voor het eerst nam er een vertegenwoordiger uit Spanje deel, Dario Villalba nam deel in het mannentoernooi. Spanje was het 23e land waarvan ten minste een deelnemer aan een van de WK kampioenschappen deelnam.
Voor Nederland kwamen Joan Haanappel en Sjoukje Dijkstra uit bij de vrouwen en Catharine Odink / Jacobus Odink bij het ijsdansen.
(Tussen haakjes het totaal aantal startplaatsen in de vier toernooien.)
| Verenigde Staten (12) Oostenrijk (10) Verenigd Koninkrijk (9) West-Duitsland (9) | Canada (5) Italië (5) Zwitserland (4) Australië (3) | Nederland (3) Tsjecho-Slowakije (3) Frankrijk (2) Spanje (1) |

## Medailleverdeling
Bij de mannen stonden voor de zesde keer drie landgenoten op het erepodium. In 1925, 1927 en 1928 waren het Oostenrijkers, in 1952, 1955 en dit jaar Amerikanen. Voor het eerst was het erepodium bij de mannen een kopie van het voorgaande jaar. Hayes Alan Jenkins prolongeerde de wereldtitel, het was zijn vierde titel oprij. Het was zijn zesde medaille, in 1950 en 1952 won hij beide keren brons. Ronald Robertson (tweede) en David Jenkins (derde) namen voor de tweede keer plaats op het erepodium. Hayes Alan en David waren broers.
Bij de vrouwen werd Carol Heiss de veertiende wereldkampioene en de tweede Amerikaanse, in 1953 en 1955 werd Tenley Albright wereldkampioene. Voor Heiss was het haar tweede medaille, in 1955 werd ze tweede. Tenley Albright op plaats twee veroverde haar vierde opeenvolgende medaille, naast haar twee wereldtitels werd ze ook in 1954 tweede. De Oostenrijkse Ingrid Wendl op plaats drie nam voor de eerste keer plaats op het erepodium.
Bij de paren veroverden Sissy Schwarz / Kurt Oppelt als zeventiende paar de wereldtitel. Ze waren het vijfde Oostenrijkse paar die hierin slaagden. Het was hun derde opeenvolgende medaille, in 1954 werden ze derde, in 1955 tweede. Tweevoudig wereldkampioenen (1954, 1955), het Canadese paar Frances Dafoe / Norris Bowden op plaats twee, veroverden hun vierde opeenvolgende medaille, ook in 1953 werden ze tweede. Voor het West-Duitse paar Marika Kilius / Franz Ningel op plaats drie was het hun eerste WK medaille.
Bij het ijsdansen stond voor het tweede opeenvolgende jaar drie paren uit een land op het erepodium. Het betrof evenals in 1955 drie Britse paren. Hiervan werden Pamela Weight / Paul Thomas het tweede paar die de wereldtitel bij het ijsdansen veroverden, als paar werden ze in 1955 tweede. Thomas veroverde in 1954 de zilveren medaille met schaatspartner Nesta Davies. Op de plaatsen twee en drie stonden de debuterende paren June Markham / Courtney Jones en Barbara Thompson / Gerard Rigby.
| Discipline | Goud                        | Zilver                        | Brons                           |
| ---------- | --------------------------- | ----------------------------- | ------------------------------- |
| Mannen     | Hayes Alan Jenkins          | Ronald Robertson              | David Jenkins                   |
| Vrouwen    | Carol Heiss                 | Tenley Albright               | Ingrid Wendl                    |
| Paren      | Sissy Schwarz / Kurt Oppelt | Frances Dafoe / Norris Bowden | Marika Kilius / Franz Ningel    |
| IJsdansen  | Pamela Weight / Paul Thomas | June Markham / Courtney Jones | Barbara Thompson / Gerard Rigby |

## Uitslagen
| #      | naam (deelname)        | land                                         | pc     |
| ------ | ---------------------- | -------------------------------------------- | ------ |
| Goud   | Hayes Alan Jenkins (8) | Vlag van Verenigde Staten (1912-1959)        | 10     |
| Zilver | Ronald Robertson (4)   | Vlag van Verenigde Staten (1912-1959)        | 17     |
| Brons  | David Jenkins (3)      | Vlag van Verenigde Staten (1912-1959)        | 28     |
| 4      | Charles Snelling (3)   | Vlag van Canada 1921-1957                    | 42     |
| 5      | Michael Booker (4)     | Vlag van Verenigd Koninkrijk                 | 48     |
| 6      | Karol Divín (2)        | Vlag van Tsjecho-Slowakije                   | 48     |
| 7      | Alain Calmat (3)       | Vlag van Frankrijk                           | 65     |
| 8      | Norbert Felsinger (3)  | Vlag van Oostenrijk                          | 71     |
| 9      | Tilo Gutzeit (2)       | Vlag van Bondsrepubliek Duitsland            | 77     |
| 10     | Francois Pache (2)     | Vlag van Zwitserland                         | 91     |
| 11     | Allan Ganter           | Vlag van Australië                           | 109    |
| 12     | Hans Jürgen Bäumler    | Vlag van Bondsrepubliek Duitsland            | 111    |
| 13     | Hans Müller (2)        | Vlag van Zwitserland                         | 113    |
| 14     | Hanno Ströher          | Vlag van Oostenrijk                          | 115    |
| 15     | Dario Villalba         | Vlag van Spanje (11 okt. 1945- 20 jan. 1977) | 137    |
| 16     | Charles Keeble         | Vlag van Australië                           | 142    |
| -      | Manfred Schnelldorfer  | Vlag van Bondsrepubliek Duitsland            | t.z.t. |

| #      | naam (deelname)       | land                                  | pc  |
| ------ | --------------------- | ------------------------------------- | --- |
| Goud   | Carol Heiss (3)       | Vlag van Verenigde Staten (1912-1959) | 13  |
| Zilver | Tenley Albright (6)   | Vlag van Verenigde Staten (1912-1959) | 14  |
| Brons  | Ingrid Wendl (3)      | Vlag van Oostenrijk                   | 33  |
| 4      | Yvonne Sugden (5)     | Vlag van Verenigd Koninkrijk          | 37  |
| 5      | Hanna Eigel (3)       | Vlag van Oostenrijk                   | 49  |
| 6      | Catherine Machado (2) | Vlag van Verenigde Staten (1912-1959) | 48  |
| 7      | Hanna Walter (2)      | Vlag van Oostenrijk                   | 71  |
| 8      | Erica Batchelor (5)   | Vlag van Verenigd Koninkrijk          | 72  |
| 9      | Ann Johnston (3)      | Vlag van Canada 1921-1957             | 72  |
| 10     | Mary Ann Dorsey       | Vlag van Verenigde Staten (1912-1959) | 97  |
| 11     | Joan Haanappel (2)    | Vlag van Nederland                    | 103 |
| 12     | Diana Carol Peach     | Vlag van Verenigd Koninkrijk          | 107 |
| 13     | Fiorella Negro (3)    | Vlag van Italië                       | 128 |
| 14     | Emma Giardini         | Vlag van Italië                       | 130 |
| 15     | Jindra Kramperova     | Vlag van Tsjecho-Slowakije            | 131 |
| 16     | Sjoukje Dijkstra (2)  | Vlag van Nederland                    | 144 |
| 17     | Karin Borner          | Vlag van Zwitserland                  | 155 |
| 18     | Ilse Musyl (2)        | Vlag van Oostenrijk                   | 161 |
| 19     | Alice Fischer (2)     | Vlag van Zwitserland                  | 168 |
| 20     | Ina Bauer             | Vlag van Bondsrepubliek Duitsland     | 171 |
| 21     | Jana Docekalova       | Vlag van Tsjecho-Slowakije            | 175 |

| #      | naam (deelname)                         | land                                  | pc   |
| ------ | --------------------------------------- | ------------------------------------- | ---- |
| Goud   | Sissy Schwarz (5) Kurt Oppelt (5)       | Vlag van Oostenrijk                   | 14   |
| Zilver | Frances Dafoe (5) Norris Bowden (5)     | Vlag van Canada 1921-1957             | 15   |
| Brons  | Marika Killius (2) Franz Ningel (2)     | Vlag van Bondsrepubliek Duitsland     | 30   |
| 4      | Carole Ann Ormaca (3) Robert Geiner (3) | Vlag van Verenigde Staten (1912-1959) | 34   |
| 5      | Barbara Wagner (2) Robert Paul (2)      | Vlag van Canada 1921-1957             | 42.5 |
| 6      | Lucile Ash (2) Sully Kothman (2)        | Vlag van Verenigde Staten (1912-1959) | 68.5 |
| 7      | Joyce Coates Anthony Holles             | Vlag van Verenigd Koninkrijk          | 70   |
| 8      | Liesl Ellend (2) Konrad Lienert (2)     | Vlag van Oostenrijk                   | 74.5 |
| 9      | Carolyn Krau Rodney Ward                | Vlag van Verenigd Koninkrijk          | 75.5 |
| 10     | Evi Neeb (2) Karl Probst (2)            | Vlag van Bondsrepubliek Duitsland     | 80.5 |
| 11     | Jacqueline Mason (2) Meroyn Bower (2)   | Vlag van Australië                    | 88.5 |

| #      | naam (deelname)                          | land                                  | pc   |
| ------ | ---------------------------------------- | ------------------------------------- | ---- |
| Goud   | Pamela Weight (2) Paul Thomas (4)        | Vlag van Verenigd Koninkrijk          | 7    |
| Zilver | June Markham Courtney Jones              | Vlag van Verenigd Koninkrijk          | 15   |
| Brons  | Barbara Thompson Gerard Rigby            | Vlag van Verenigd Koninkrijk          | 29   |
| 4      | Joan Zamboni (2) Roland Junso (2)        | Vlag van Verenigde Staten (1912-1959) | 37   |
| 5      | Fanny Besson (2) Jean Paul Guhel (2)     | Vlag van Frankrijk                    | 39   |
| 6      | Carmel Bodel (5) Edward Bodel (5)        | Vlag van Verenigde Staten (1912-1959) | 38   |
| 7      | Sidney Arnold Franklin Nelson            | Vlag van Verenigde Staten (1912-1959) | 47   |
| 8      | Sigrid Knacke (2) Gunther Koch (2)       | Vlag van Bondsrepubliek Duitsland     | 49   |
| 9      | Lindis Johnston (2) Jeffrey Johnston (2) | Vlag van Canada 1921-1957             | 74.5 |
| 10     | Gerda Wohlgemuth Hannes Bruckhardt       | Vlag van Bondsrepubliek Duitsland     | 82   |
| 11     | Edith Peikert (3) Hans Kutschera (3)     | Vlag van Oostenrijk                   | 76.5 |
| 12     | Bona Giammona (2) Giancarlo Sioli (2)    | Vlag van Italië                       | 77   |
| 13     | Lucia Fischer (2) Rudolf Zorn (2)        | Vlag van Oostenrijk                   | 88   |
| 14     | Catharine Odink (4) Jacobus Odink (4)    | Vlag van Nederland                    | 91   |
| 15     | Adrianna Giuggiolini Germano Ceccattini  | Vlag van Italië                       | 94   |
| 16     | Rita Paucka Peter Kwiet                  | Vlag van Bondsrepubliek Duitsland     | 109  |
| 17     | Maria Grazia Locatelli Vinicio Toncelli  | Vlag van Italië                       | 117  |

Medaillewinnaars

Mannen · 
Vrouwen ·
Paren · 
IJsdansen

 Toernooi

1896 · 
1897 · 
1898 · 
1899 · 
1900 · 
1901 · 
1902 · 
1903 · 
1904 · 
1905 · 
1906 · 
1907 · 
1908 · 
1909 · 
1910 · 
1911 · 
1912 · 
1913 · 
1914 · 
1915-1921 · 
1922 · 
1923 · 
1924 · 
1925 · 
1926 · 
1927 · 
1928 · 
1929 · 
1930 · 
1931 · 
1932 · 
1933 · 
1934 · 
1935 · 
1936 · 
1937 · 
1938 · 
1939 ·
1940-1946 · 
1947 · 
1948 · 
1949 · 
1950 · 
1951 · 
1952 · 
1953 · 
1954 · 
1955 · 
1956 · 
1957 · 
1958 · 
1959 · 
1960 · 
1961 · 
1962 · 
1963 · 
1964 · 
1965 · 
1966 · 
1967 · 
1968 · 
1969 · 
1970 · 
1971 · 
1972 · 
1973 · 
1974 · 
1975 · 
1976 · 
1977 · 
1978 · 
1979 · 
1980 · 
1981 · 
1982 · 
1983 · 
1984 · 
1985 · 
1986 · 
1987 · 
1988 · 
1989 · 
1990 · 
1991 · 
1992 · 
1993 · 
1994 · 
1995 ·
1996 · 
1997 · 
1998 · 
1999 · 
2000 · 
2001 · 
2002 · 
2003 · 
2004 · 
2005 · 
2006 ·
2007 ·
2008 ·
2009 ·
2010 ·
2011 ·
2012 ·
2013 ·
2014 ·
2015 ·
2016 ·
2017 ·
2018 ·
2019 · 
2020 · 
2021 ·
2022 ·
2023 ·
2024

 ISU-kampioenschappen

WK kunstschaatsen junioren ·
EK kunstschaatsen ·
Viercontinentenkampioenschap ·
Olympische Spelen